# Sophia Loren
À ne pas confondre avec l'actrice québécoise Sophie Lorain.
Sofia Villani Scicolone (/soˈfiːa vilˈlaːni ʃʃikoˈloːne/), dite Sophia Loren (/soˈfiːa ˈlɔːren/), née le 20 septembre 1934 à Rome, est une actrice italienne naturalisée française.
Actrice parmi les plus importantes et prolifiques du cinéma italien, Sophia Loren s'impose à partir des années 1950 par ses interprétations de femmes du peuple, libres et émancipées sexuellement, ce qui lui vaut notamment d'être reconnue comme un sex-symbol. Sa scène de striptease dans le film à sketches Hier, aujourd'hui et demain (1963) est l'une des plus célèbres du genre de l'histoire du cinéma. En 1999, l'American Film Institute la classe parmi les plus grandes stars de l'Âge d'or d'Hollywood.  Elle est la seule personne encore en vie parmi tous les acteurs et actrices de cette liste.
Son rôle de Cesira dans le film de guerre La ciociara (1960), réalisé par Vittorio de Sica, lui vaut l'Oscar de la meilleure actrice en 1962 et fait d'elle la première actrice à remporter ce prix pour un film étranger. Elle remporte également le prix d'interprétation féminine au Festival de Cannes 1961. Par ailleurs, elle est l'une des actrices les plus récompensées ; son jeu est couronné par sept David di Donatello, cinq Golden Globes (dont le prestigieux Cecil B. DeMille Award), quatre Rubans d'argent, une Coupe Volpi, un BAFTA et un Ours d'or d'honneur à la Berlinale. En 1991, elle reçoit un Oscar d'honneur pour sa carrière. Cette même année, la République française l'élève au rang de chevalier de la légion d'honneur. En 1996, elle reçoit l'Ordre du Mérite de la République italienne (OMRI).
Au début des années 1980, l'actrice se fait plus rare sur les écrans. Cependant, elle revient sur le devant de la scène en 1994 dans le film de Robert Altman, Prêt-à-Porter, aux côtés de son ami et collaborateur de toujours Marcello Mastroianni. Depuis, elle est apparue dans Les Grincheux 2 (1995), Nine (2009) et La Vie devant soi (2020).

## Biographie

### Jeunesse et débuts
Sofia Costanza Brigida Villani Scicolone est la fille de l'ingénieur en bâtiment et homme d'affaires Riccardo Scicolone Murillo (1907–1976) et de Romilda Villani (1910–1991), professeure de piano et sosie de l'actrice Greta Garbo. La jeune Sofia passe une enfance et une jeunesse difficiles à Pouzzoles, à une quinzaine de kilomètres de Naples, avec sa mère, sa grand-mère Luisa et sa petite sœur Anna Maria.
Son père refuse d'épouser sa mère et n'apporte aucun soutien financier à sa famille. Sofia n'a jamais eu de véritable relation avec son père et déclare ne l'avoir rencontré que trois fois dans sa vie : à l'âge de 5 ans, de 17 ans et de 42 ans, alors qu'il était mourant. Dans un entretien avec la journaliste américaine Barbara Walters, l'actrice révèle avoir pardonné à son père mais n'avoir jamais oublié l'abandon de sa mère, restée seule avec ses deux filles. De par son père, Sofia a deux demi-frères, Giuliano et Giuseppe, plus jeunes qu'elle également.

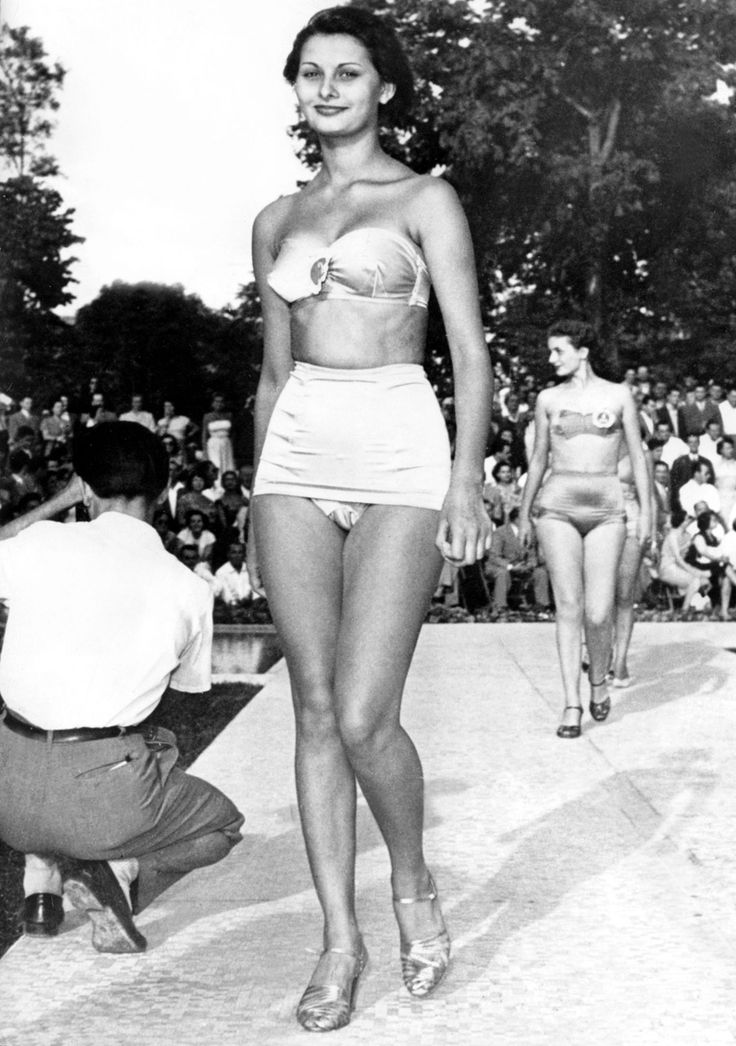
« Sofia Lazzaro » au concours de Miss Italie 1950.

Pendant la Seconde Guerre mondiale, le port de Pouzzoles et son usine de munitions sont souvent bombardés par les Alliés. Pendant un raid, alors qu'elle court vers un abri, la petite Sofia est blessée au menton par un éclat de bombe. Par la suite, la famille est hébergée par des proches à Naples. La guerre finie, Sofia retourne à Pouzzoles. Sa grand-mère Luisa ouvre un bar dans leur salle de séjour, où elle sert de la liqueur faite maison. Sa mère joue du piano, sa sœur chante et Sofia s'occupe des tables et fait la vaisselle. L'endroit est particulièrement fréquenté par les G.I. dont le casernement est proche.
Enfant, elle n'est pas attirée par le monde du spectacle et se destine au métier de professeure d'anglais. Elle fait face à de nombreuses remarques sur son physique, et est surnommée le « cure-dent » (stuzzicadenti) en raison de sa maigreur : « Je ne correspondais pas au standard de beauté d'aujourd'hui, la beauté italienne, jolie et ronde. Non, pas du tout ».
Cependant, à l'âge de 15 ans et fortement encouragée par sa mère, elle fait partie des quatre représentantes de la région du Latium au concours de beauté Miss Italie, à l'époque appelé « Mille lire per un sorriso » (« Mille lires pour un sourire »). Sous le pseudonyme « Sofia Lazzaro », elle s'y classe deuxième. Le jury, impressionné par la beauté et la grâce que dégage l'adolescente, crée pour elle le prix de « Miss Élégance ». C'est lors de ce concours qu'elle rencontre pour la première fois le producteur italien et son futur mari, Carlo Ponti.

### Années 1950: des romans-photos à Hollywood
À la suite de sa participation à Miss Italie, la jeune Sofia Scicolone gagne une certaine réputation en figurant dans des romans-photos, toujours sous le pseudonyme de « Sofia Lazzaro ».
Après un passage au Centro Sperimentale di Cinematografia, elle apparaît en tant qu'extra non créditée dans le péplum Quo Vadis (1951) du réalisateur américain Mervyn LeRoy. En parallèle, elle obtient de petits rôles dans des films où elle apparaît parfois seins nus, comme dans Quelles drôles de nuits (1951). Ces apparitions sont remarquées en France mais pas en Italie où la censure, toujours vigilante, les a supprimées. Une photo de Sophia Loren seins nus, tirée de Quelles drôles de nuits, est reproduite en 1957 dans le magazine américain Playboy alors que l'actrice est déjà connue. Elle ne s'est jamais remontrée partiellement nue ensuite, arguant du fait qu'elle ne se sentait pas à l'aise dans ces conditions et que « Sophia Loren nue, ça représente beaucoup de nudité ».

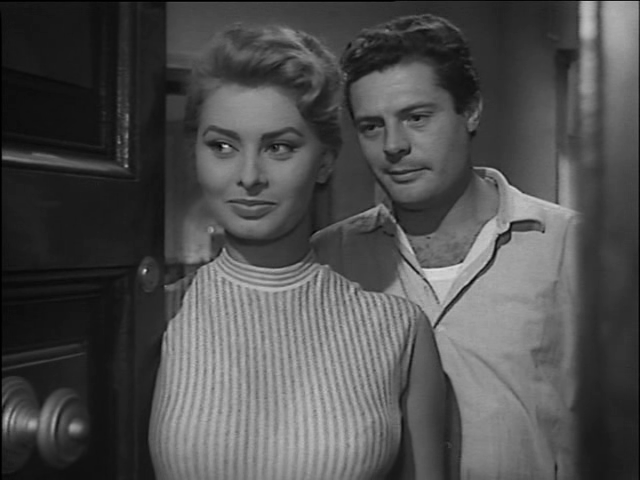
Sophia Loren et Marcello Mastroianni dans Dommage que tu sois une canaille (1954).

Le producteur italien Carlo Ponti, qui avait déjà repéré la jeune Sofia, lui fait signer un contrat exclusif de sept ans. En 1953, sur le tournage de Sous les mers d'Afrique de Giovanni Roccardi, le producteur et ami de Ponti, Goffredo Lombardo, suggère à Sofia Scicolone de changer son nom afin de s'imposer davantage sur la scène internationale. Elle devient alors « Sophia Loren », inspiré du nom de l'actrice suédoise Märta Torén.
Toujours en 1953, elle décroche son premier rôle principal, acclamé par la critique, dans le film Aïda de Clemente Fracassi. En 1954, elle est à l'affiche du péplum Attila, fléau de Dieu aux côtés d'Anthony Quinn et d'Irène Papas.

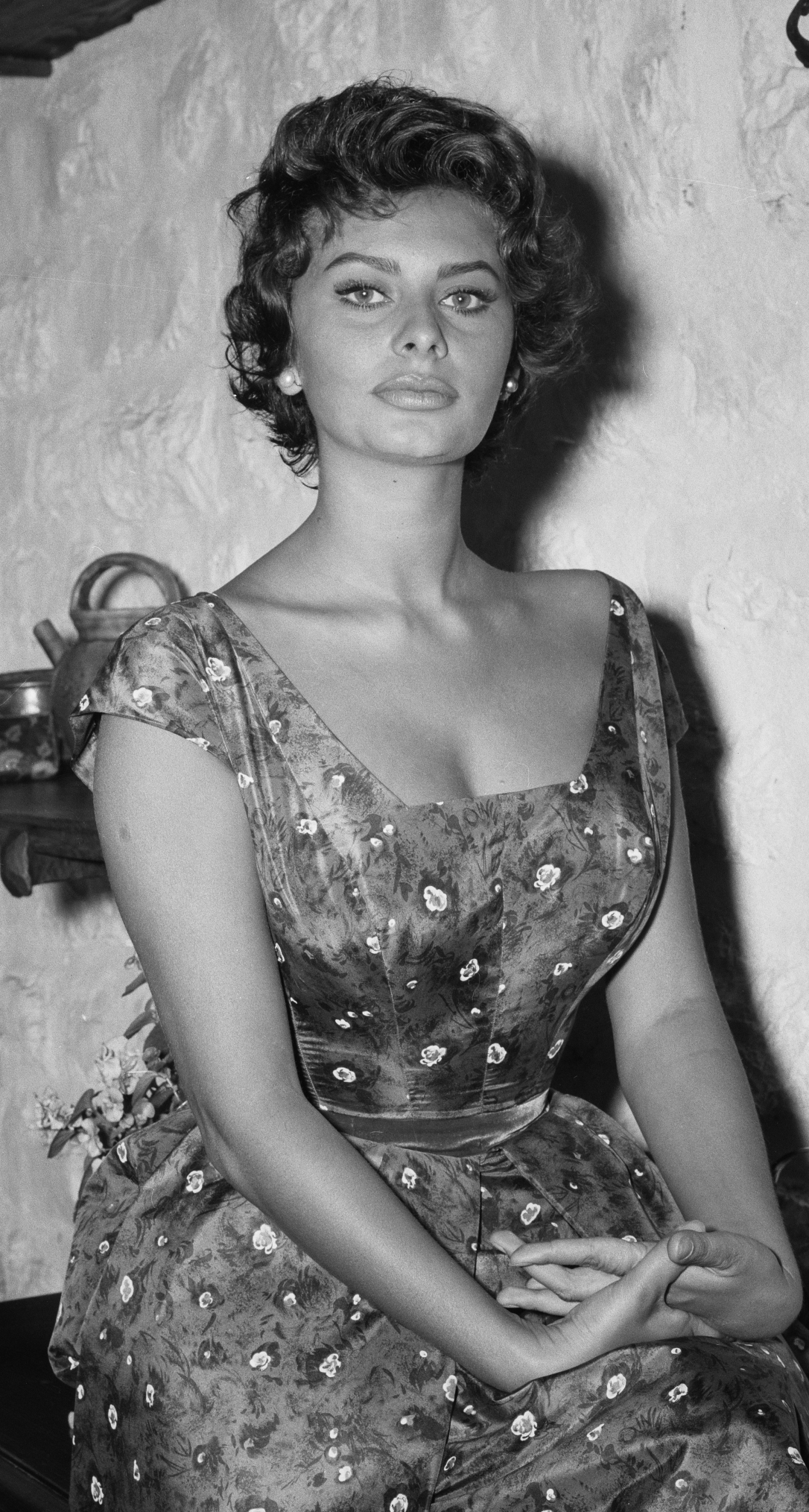
Sophia Loren dans les années 1955-1960.

Entre 1954 et 1955, Sophia Loren s'illustre dans de nombreuses comédies italiennes comme Le Carroussel fantastique (1954), L'Or de Naples (1954), Dommage que tu sois une canaille (1954) ou encore Par-dessus les moulins (1955). C'est également à cette période qu'elle rencontre deux de ses plus importants collaborateurs et amis : Vittorio De Sica et Marcello Mastroianni.
En 1956, Sophia Loren signe un contrat de cinq films avec Paramount Pictures, qui l'a propulse rapidement au rang de star internationale. Entre 1957 et 1960, l'actrice tourne sous la direction de Jean Negulesco (dans Ombres sous la mer), Henry Hathaway (dans La Cité disparue), Stanley Kramer (dans Orgueil et Passion), Delbert Mann (dans Désir sous les ormes), Melville Shavelson (dans La Péniche du bonheur), Sidney Lumet (dans Une espèce de garce) ou encore George Cukor (dans La Diablesse en collant rose).
En avril 1957, lors d'un dîner organisé par Paramount Pictures dans un restaurant de Beverly Hills, Sophia Loren est photographiée en train de jeter un coup d'œil latéral sur l'énorme décolleté de l'actrice américaine Jayne Mansfield. Ce cliché est qualifié en 2017, d'une des images « les plus emblématiques de l'histoire d'Hollywood depuis 60 ans »,.
Cependant, c'est Martin Ritt qui lui apporte sa première consécration critique avec L'Orchidée noire (1958) ; son rôle de Rose Bianco lui vaut la coupe Volpi de la meilleure actrice à la Mostra de Venise 1958.

### Années 1960–1970:La Ciociaraet reconnaissance internationale

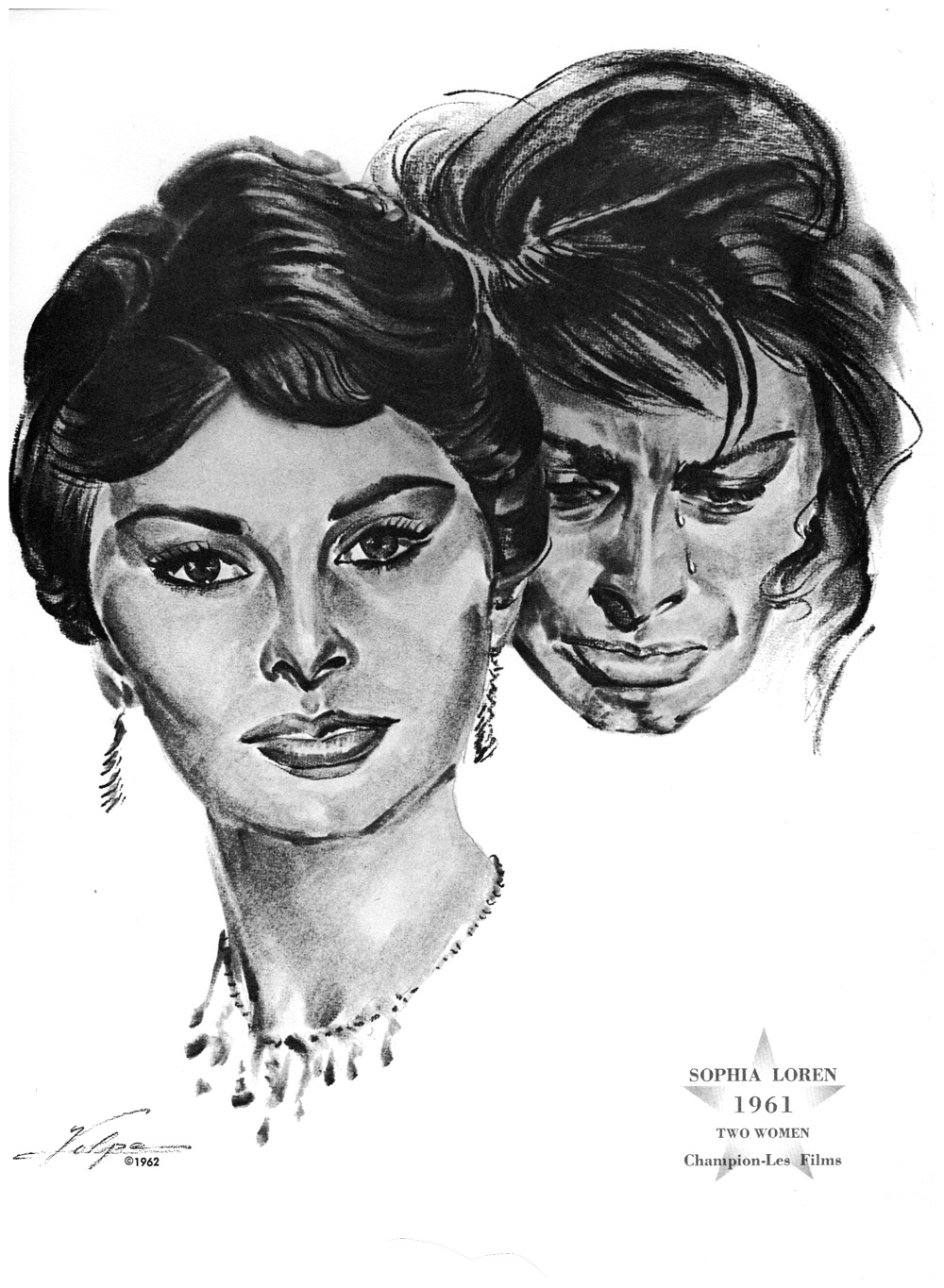
Portrait de Sophia Loren par Nicholas Volpe, après sa victoire aux Oscars pour La ciociara.

La ciociara (1960), réalisé par Vittorio De Sica, marque un tournant dans la carrière de Sophia Loren. Du haut de ses 25 ans, l'actrice y tient le rôle de Cesira, veuve et mère courage qui met tout en œuvre pour protéger sa fille (interprétée par Eleonora Brown) dans une Italie meurtrie par la guerre. Le film est un succès mondial et fait plus de 2 000 000 d'entrées dans les salles françaises. La performance de Loren est encensée par les critiques et lui vaut de nombreuses récompenses prestigieuses, dont le prix d'interprétation féminine au Festival de Cannes et l'Oscar de la meilleure actrice, faisant d'elle la première actrice à remporter ce prix dans un film non anglophone. Cependant, « morte de trouille », elle n'assiste pas à la cérémonie, arguant que peu importe le résultat, elle se serait évanouie. C'est l'acteur Cary Grant qui lui annonce sa victoire au téléphone.
Le succès de La ciociara fait de Sophia Loren l'une des actrices les plus demandées au monde, et lui permet de tourner aussi bien aux États-Unis qu'en Europe. En 1961, elle est à l'affiche du péplum Le Cid, aux côtés de Charlton Heston. Elle devient la deuxième actrice, après Elizabeth Taylor, à être payée 1 million de dollars pour un film. Elle s'illustre également aux côtés de Paul Newman dans Lady L. (1965), de Gregory Peck dans Arabesque (1966) ou encore de Marlon Brando dans le dernier film de Charlie Chaplin, La Comtesse de Hong-Kong (1967).

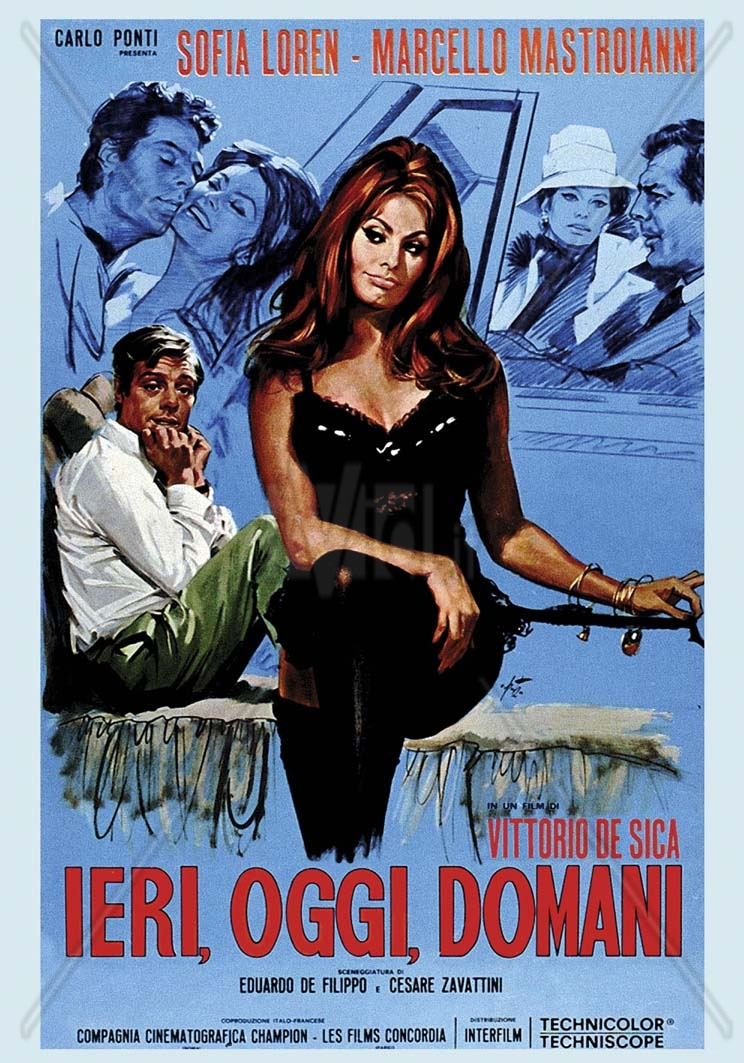
Loren et Mastroianni à l'affiche du film Hier, aujourd'hui et demain (1963).

Actrice fétiche de Vittorio De Sica, celui-ci la dirige dans quatre autres films au cours des années 1960 : Boccace 70 (1962), Les Séquestrés d'Altona (1962), Hier, aujourd'hui et demain (1963), récompensé de l'Oscar du meilleur film en langue étrangère en 1965, et dans la comédie dramatique Mariage à l'italienne (1964). Son interprétation haute en couleur de Filumena Marturano dans Mariage à l'italienne offre à l'actrice sa deuxième nomination aux Oscars. Ces personnages de femmes complexes, populaires, ces héroïnes ordinaires permettent à l'actrice de parfaire sa « persona » et de livrer ses performances les plus audacieuses. Le trio De Sica-Loren-Mastroianni se retrouve en 1970 pour Les Fleurs du soleil. Enfin, Le Voyage (1974) marque le dernier film du réalisateur, dans lequel Loren donne la réplique à l'acteur britannique Richard Burton.
Entre 1964 et 1977, l'actrice est récompensée de quatre Henrietta Awards. Ce prix honore les acteurs et actrices « préférés » de l'année écoulée.
En 1976, Sophia Loren est à l'affiche du film catastrophe Le Pont de Cassandra, aux côtés de Richard Harris, Burt Lancaster et Ava Gardner. Bien que le film soit un succès au box-office, il peine à convaincre la critique.
En 1977, elle retrouve Marcello Mastroianni dans le film antifasciste Une journée particulière (Una giornata particolare) d'Ettore Scola. Ce dernier est pourtant, au départ, réticent à l'idée de choisir Loren pour ce rôle de femme au foyer épuisée, soumise et agressive. Cependant, il change d'avis après avoir rencontré l'actrice, qu'il qualifie d'introvertie, « très timide à sa façon » avec une « profonde mélancolie à l'intérieur d'elle-même ». Le film, présenté en compétition officielle au Festival de Cannes 1977, est un succès aussi bien commercial que critique. La performance de Sophia Loren est saluée et elle remporte un David di Donatello ainsi qu'un Ruban d'argent. Dans un entretien accordé à Criterion en 2015, l'actrice revient sur ce film et sa relation avec Mastroianni : 

« Faire un autre film avec Marcello... à chaque fois que l'on me demandait de tourner avec Marcello, je disais « Oui, oui, oui » sans même lire le scénario. Parce-que je savais qu'avec lui, tout se passerait bien. Parce-qu'il me connaissait et je le connaissais. Son sens de l'humour. Son sens de l'improvisation. Il n'apprenait jamais ses textes, jamais. Parfois, il arrivait sur un plateau avec les yeux ronds et il disait : « Que dois-je dire maintenant ? » et je lui disais : « Non, c'est ton problème, tu aurais dû te réveiller un peu plus tôt ce matin et apprendre tes lignes ». Il y avait toujours cette petite blague entre Marcello et moi mais, évidemment, quand tu travailles avec un tel partenaire pendant vingt ans, tu le connais comme un frère, un mari, un tout. Tout se passait bien. Et je lui faisais tellement confiance parce-qu'il était un excellent acteur. Il savait toujours ce qu'il faisait, mais il faisait toujours semblant de ne pas savoir, et j'adorais ça. »

En 1979, l'actrice est à l'affiche du film musical L'Homme de la Manche, aux côtés de Peter O'Toole et James Coco, ainsi que du thriller L'Arme au poing, aux côtés de James Coburn et O. J. Simpson. Cependant, les deux films sont des échecs aussi bien sur le plan commercial que critique.

### Années 1980: succès en demi-teinte et déboires personnels
En 1980, Sophia Loren interprète sa mère ainsi qu'elle-même dans le biopic Sophia Loren: Her Own Story réalisé par Mel Stuart, directement adapté de sa biographie officielle, Sophia Loren: Living and Loving, Her Own Story parue un an plus tôt. L'actrice se fait plus rare sur les plateaux, souhaitant se concentrer sur l'éducation de ses enfants, Carlo Jr. (né en 1968) et Edoardo (né en 1973). Elle refuse les rôles d'Alexis Carrington dans le feuilleton télévisé Dynastie et de Francesca Gioberti dans Falcon Crest.
En parallèle, elle se transforme en véritable femme d'affaires et devient la première célébrité à lancer son propre parfum, Sophia, en collaboration avec la marque Coty ainsi que sa propre marque de lunettes.
En 1982, Sophia Loren fait la une des journaux en raison de sa condamnation à 30 jours de prison pour évasion fiscale. L'actrice, qui clame son innocence, accepte finalement de purger sa peine de peur de ne plus pouvoir retourner en Italie. Après une bataille de plusieurs décennies, elle est finalement innocentée en 2013 par la cour suprême de cassation italienne. Dans un entretien avec Terry Wogan en 1984, elle qualifie cette expérience de « traumatisante ». Dans son autobiographie Hier, aujourd'hui et demain, parue en 2014, Sophia Loren revient plus en détails sur cette difficile épreuve :

« Quand j'ai atterri à Rome, une voiture de police m'a escorté à la prison de Caserta, où les prisonnières étaient surveillées par des nonnes. J'étais la prisonnière numéro 24. Malgré la présence affectueuse de ma sœur Maria — qui a passé chaque nuit sous ma fenêtre pour me tenir compagnie — j'ai terriblement souffert de l'isolement. Rien n'est plus humiliant que la privation de liberté. »

Elle revient sur le devant de la scène avec le téléfilm Aurora (1984) de Maurizio Ponzi, avec son jeune fils Edoardo Ponti. Par la suite, elle tourne surtout dans des mini-séries ou téléfilms. Dans les mêmes temps, elle publie son livre Women & Beauty, dans lequel elle partage ses astuces de beauté ainsi que de mode mais également ses conseils pour garder la forme.

### Années 1990: hommages, engagements humanitaires et retour au premier plan

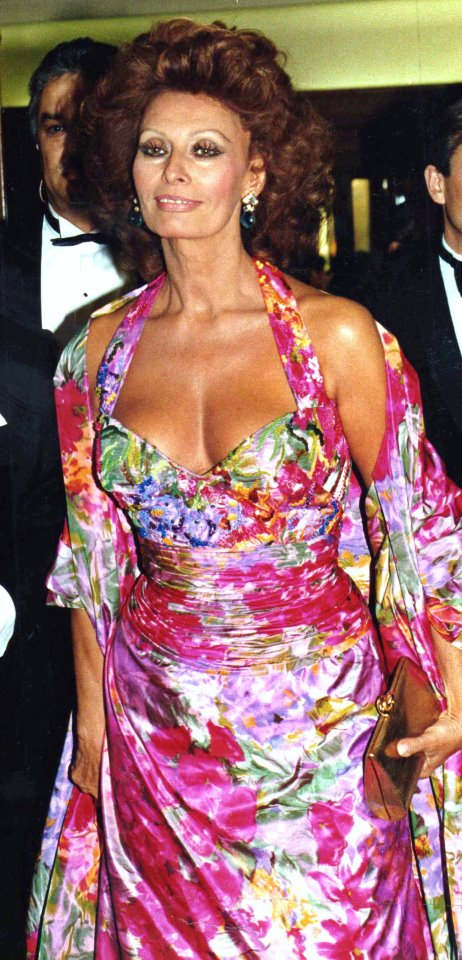
Sophia Loren à la cérémonie des César 1991.

En 1991, l'actrice reçoit un Oscar d'honneur des mains de son collègue et ami, Gregory Peck qui l'a décrite comme « l'un des véritables trésors du cinéma international qui, avec une carrière riche de performances mémorables, a apporté un éclat éternel à notre art ». Elle préside également la 16ème cérémonie des César et reçoit un César d'honneur aux côtés de Jean-Pierre Aumont. La même année, elle reçoit le titre de chevalier de la légion d'honneur des mains du président de la République française, François Mitterrand.
En 1992, elle est nommée Ambassadrice de bonne volonté du Haut-Commissariat des Nations unies afin de sensibiliser la population au sort des réfugiés de guerre et des victimes de la famine dans la corne de l'Afrique. L'actrice révèle qu'elle s'est sentie dans l'obligation d'agir après avoir vu une photo d'un enfant somalien, affamé, essayant de sourire : « C'est le moment où j'ai décidé que je devais faire quelque chose. Cet enfant n'est peut-être plus en vie, son pauvre sourire était probablement le dernier signe d'une vie anéantie. Mais nous devons garder son esprit en vie, en nous, pour toujours ». Dans le cadre de sa mission, elle se rend en Somalie et au Kenya, où elle déclare : « Je n'avais pas réalisé que la situation était à ce point incompréhensible. Ce que j'ai vu ici est la pire expérience de ma vie ».
En 1994, elle reçoit son étoile sur le Hollywood Walk of Fame. Cette même année, elle fait son grand retour au cinéma sous la direction de Robert Altman dans la comédie satirique Prêt-à-Porter. Ce film marque la dernière collaboration professionnelle entre Marcello Mastroianni et Sophia Loren; le duo reproduit la célèbre scène de striptease du film Hier, aujourd'hui et demain (1963). Bien que le film ne parvint pas à convaincre la critique, la performance de Sophia Loren est saluée et lui vaut une nomination aux Golden Globes.
En 1995, elle reçoit le Cecil B. DeMille Award pour l'ensemble de son œuvre. Cette même année, elle est à l'affiche de la comédie Les Grincheux 2, aux côtés de Walter Matthau, Jack Lemmon et Ann-Margret. Bien qu'il ne soit pas sorti dans les salles françaises, le film est un succès au box-office américain.
En 1996, elle reçoit l'Ordre du Mérite de la République italienne des mains du président de la République italienne, Oscar Luigi Scalfaro.
En 1997, l'actrice tourne pour le réalisateur français Roger Hanin dans le drame Soleil, dans lequel elle donne la réplique à Philippe Noiret.
En 1999, l'American Film Institute la classe à la 21e place de la liste des plus grandes stars de l'Âge d'or d'Hollywood, devant Jean Harlow, Carole Lombard ou encore Ava Gardner.

### Depuis les années 2000:Nine,Voce UmanaetLa Vie devant soi
En 2002, Sophia Loren est dirigée pour la première fois par son fils, Edoardo Ponti, dans le premier film de celui-ci intitulé Coeurs inconnus. Elle retrouve également son amie et réalisatrice Lina Wertmüller dans la comédie dramatique Peperoni ripieni e pesci in faccia (2004).
En 2005, l'actrice est faite citoyenne d'honneur de sa ville natale, Pozzuoli. Le président de la région de Campanie, Antonio Bassolino, compare Sophia Loren à Greta Garbo et Marlene Dietrich tout en rappelant qu'elle a su « garder les pieds sur terre » grâce à ses valeurs napolitaines.
En 2006, elle pose pour la 33e édition du calendrier Pirelli et devient, à 71 ans, le modèle le plus âgé qui figure dans ce célèbre calendrier. Cette même année, elle porte le drapeau olympique, aux côtés d'Isabel Allende, Susan Sarandon ou encore Wangari Maathai, lors de la cérémonie d'ouverture des Jeux Olympiques d'hiver de 2006 à Turin.
En 2007, l'actrice reçoit le prix Campidoglio des mains de Walter Veltroni, maire de Rome, qui l'a décrit comme « une icône du cinéma, mais également un synonyme d'Italie, d'une Italie faite d'élégance, de passion, de génie, d'humanité et de beauté ». À cette occasion, un documentaire sur sa vie intitulé Sophia : hier, aujourd'hui et demain (Sofia : Ieri, oggi, domani), réalisé par Massimo Ferrari, est diffusé. Le documentaire contient des interviews exclusives de l'actrice ainsi que celles de figures célèbres du cinéma international comme Ettore Scola, Claude Chabrol, Lina Wertmüller et Maria Grazia Cucinotta.
C'est en 2009 que Sophia Loren fait son grand retour au cinéma dans la comédie musicale Nine, réalisée par Rob Marshall. Inspirée par la comédie musicale du même nom, elle-même inspirée par le film Huit et demi de Federico Fellini, l'actrice est le premier choix de Marshall pour interpréter la mère de Guido (Daniel Day-Lewis). Sophia y chante la chanson Guarda La Luna, une berceuse spécifiquement composée pour le film et adaptée à la tessiture de sa voix par le compositeur Maury Yeston. Le film ne rencontre malheureusement pas le succès escompté auprès du public et de la critique, mais parvient à recevoir de nombreuses nominations ; cela permet notamment à Sophia Loren d'obtenir ses premières nominations aux Critics Choice Movie Awards et aux Screen Actors Guild Awards dans la catégorie « Meilleure distribution ».

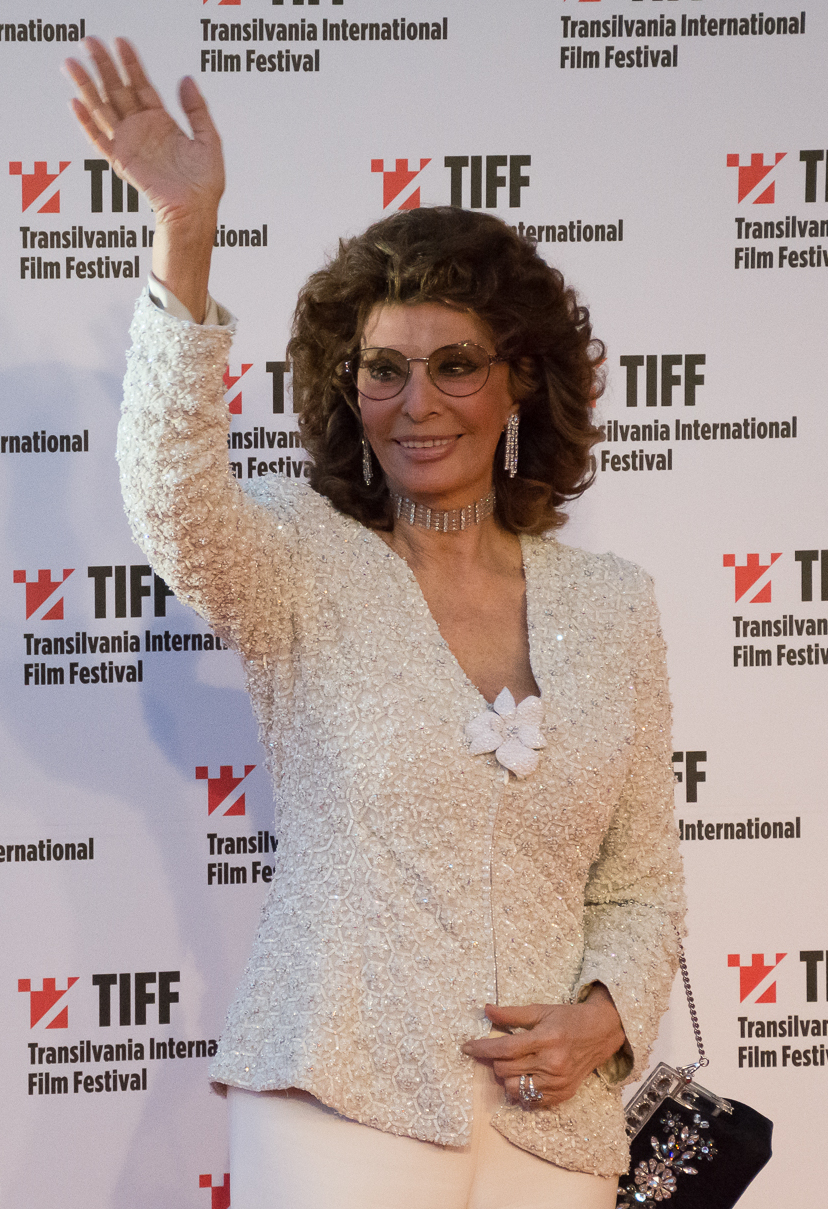
Sophia Loren en 2016.

En 2010, elle interprète le rôle de sa propre mère, Romilda Villani, dans la mini-série La Mia Casa È Piena di Specchi, inspirée du livre écrit par sa sœur Anna Maria Scicolone. L'histoire retrace la propre vie de Sophia Loren (interprétée par Margareth Madè) de ses débuts difficiles dans le cinéma jusqu'à la gloire. La série est un succès et enregistre des records d'audience,.
En 2011, pour faire plaisir à ses petits-enfants, elle prête sa voix au personnage de Mama Topolino dans le film d'animation Cars 2.
En 2013, le court-métrage Voce Umana, inspiré de la pièce emblématique de Jean Cocteau, La Voix humaine, est présenté au Festival du film de Tribeca, puis au Festival de Cannes 2014 dans la catégorie Cannes Classics. Ce projet marque la deuxième collaboration de l'actrice avec son fils, Edoardo. Pour son interprétation, Sophia Loren remporte un David di Donatello spécial,.
En 2016, elle est faite citoyenne d'honneur de la ville de Naples,. La même année, elle devient l'égérie du parfum Dolce Rosa Excelsa de Dolce & Gabbana.
En 2020, durant la pandémie de Covid-19, l'actrice collabore avec la marque Barilla pour la campagne publicitaire « l'#italiacheresiste » (« l'Italie qui résiste ») afin de rendre hommage aux soignants, caissiers et ouvriers en première ligne.
En 2020, à 86 ans, elle tient le rôle de Madame Rosa dans La Vie devant soi, film inspiré du roman du même nom de Romain Gary et réalisé par son fils Edoardo Ponti durant la pandémie. Le film reçoit de bonnes critiques et la performance de Sophia Loren est qualifiée de « magnifique », « remarquable », « impressionnante » et « sincère ». Diffusé sur Netflix, le film est un succès et se hisse dès sa sortie dans le top 10 des films les plus vus dans 37 pays, dont l'Italie, les États-Unis, la France et le Brésil. Sa performance lui vaut le Grand Dame Award par l'Alliance of Women Film Journalists et un David di Donatello, le septième de sa carrière.
Dans un entretien accordé au New York Times en 2020, l'actrice revient sur les dernières années de sa carrière et les raisons pour lesquelles elle a accepté ce rôle : « Je reçois toujours beaucoup de scénarios, mais aucun ne m'ont parlé comme celui de La Vie devant soi. C'est pour cela que je n'ai pas travaillé pendant presque dix ans. Je voulais trouver un rôle qui m'inspirait et me stimulait vraiment. Madame Rosa est ce personnage, non seulement pour ces émotions différentes et parfois contradictoires, mais aussi pour les messages de tolérance, d'amour et d'inclusion que le film transmet ».
Ce projet marque la troisième collaboration avec son fils, Edoardo : « C'est magique. C'est incroyable de pouvoir prendre des risques avec son fils, de créer avec lui, de le voir comme réalisateur et de tout donner dans un environnement familial et sans jugement. Nous avons travaillé ensemble trois fois. Ce projet, La Vie devant soi, est le plus spécial de tous car le rôle de Madame Rosa me rappelle beaucoup ma mère : cette irrévérence, cette force, mais également cette fragilité et cette sagesse. Avec ce film, j'ai l'impression que la boucle est bouclée car il a réuni les deux choses qui me sont le plus chères : ma famille et mon métier ».
Depuis le début des années 2000, l'actrice est l'égérie de la compagnie MSC Croisières et baptise tous ses nouveaux paquebots, dont le dernier en date, MSC Euribia (2023), à Copenhague. En 2021, l'actrice, férue de nourriture et de cuisine, ouvre une chaîne de restaurants à son nom, en collaboration avec l'entrepreneur et politicien italien Luciano Cimmino. Le restaurant Sophia Loren House a ouvert ses portes en avril 2024 à Hong-Kong. 
En juin 2024, une rétrospective lui est consacrée au Film at Lincoln Center de New-York. Cet évènement est organisé en collaboration avec Cinecittà.

## Vie privée

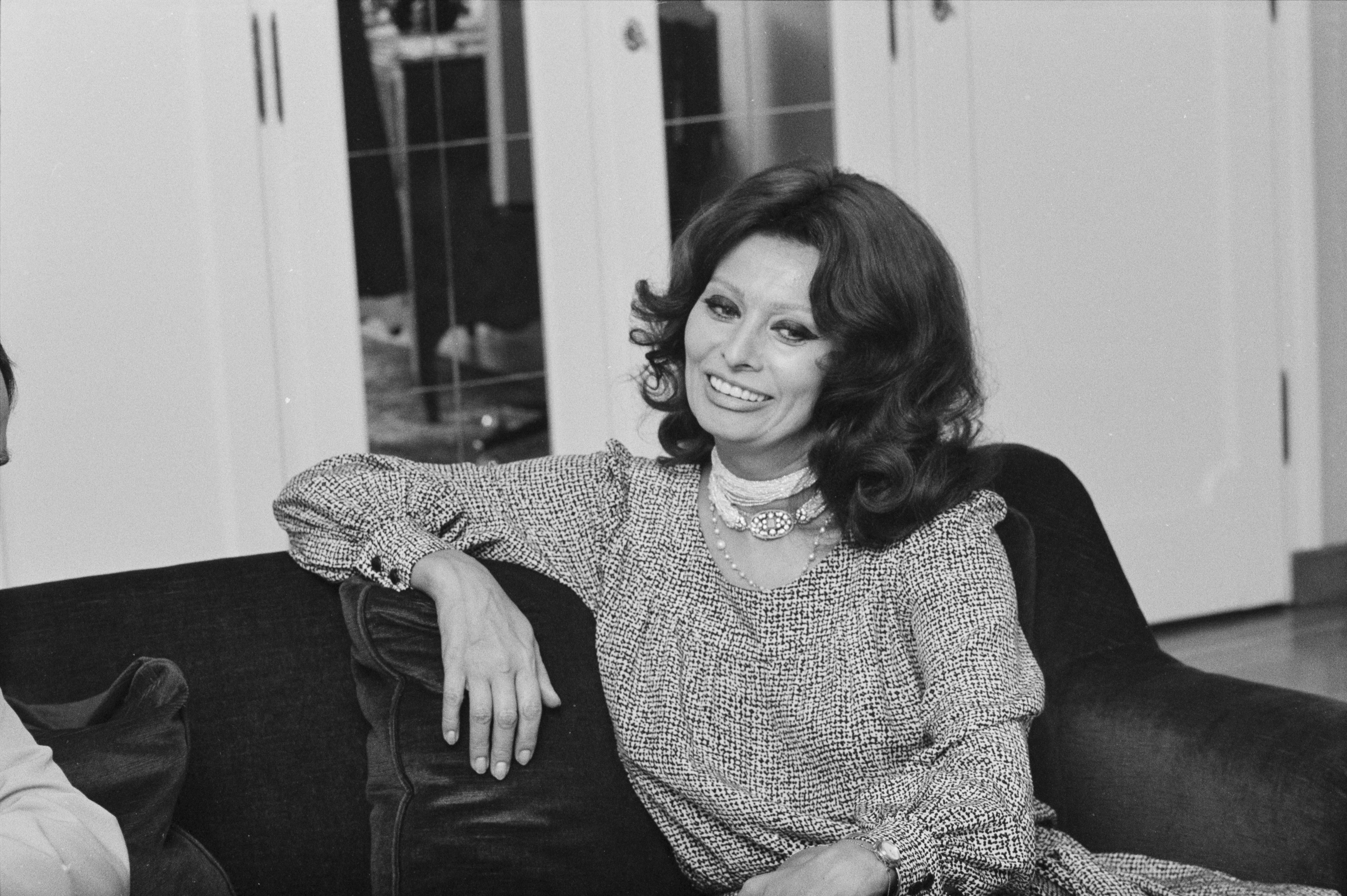
Sophia Loren en 1979.

Sophia Loren est catholique. Résidant à Genève en Suisse depuis fin 2006, elle possède également une maison à Naples ainsi qu'à Rome. Elle mesure 1,75 m.
Elle s'est toujours considérée plus napolitaine qu'italienne. Par ailleurs, elle soutient l'équipe de football SSC Napoli. En mai 2007, alors que l'équipe se classe troisième au championnat d'Italie de football de deuxième division, elle promet de faire un striptease en cas de victoire lors des trois derniers matchs décisifs.
Sa jeune sœur, la chanteuse Anna Maria Scicolone, a épousé Romano Mussolini, pianiste de jazz et troisième fils du dictateur Benito Mussolini et de Rachele Guidi. De cette union est née la femme politique Alessandra Mussolini, dont Sophia Loren est la tante. Cependant, l'actrice a toujours refusé d'être associée à la droite et l'extrême droite italienne. En 2005, elle porte plainte contre l'Alliance nationale et se dit prête à prendre « toutes les mesures nécessaires » afin de les empêcher d'utiliser son image lors de leur campagne d'affichage. 
Elle est une grande fan de la chanteuse américaine de jazz Ella Fitzgerald et notamment de la chanson I've Got You Under My Skin : « J'ai entendu cette chanson pour la première fois à Pozzuoli, après la guerre. Et évidemment, je ne comprenais pas ce qui était dit mais la voix d'Ella représentait l'Amérique pour moi. Pour moi, l'Amérique était si loin à cette époque... J'entendais cette chanson partout à la radio en Italie et Ella Fitzgerald a donné un sens à ma vie. Elle me réconfortait ».
Elle et son mari, Carlo Ponti, ont été d'importants collectionneurs d'œuvres d'art. En effet, la collection Ponti-Loren comprenait 150 œuvres de divers artistes : Matisse, Cézanne, Picasso, Braque, Dalí, Renoir, Magritte, Bacon, Kokoschka, Canaletto, De Chirico, Balla ainsi que de nombreux artefacts archéologiques. En 2007, Sophia Loren vend le tableau Study for a Portrait II de Francis Bacon pour 21,19 millions d'euros, un record.
En 2008, elle lance un « appel d'urgence » au gouvernement de Silvio Berlusconi dans le cadre de la crise des déchets en Campanie. 
En 2018, elle s'exprime pour la première fois sur le mouvement MeToo et se dit « chanceuse » de n'avoir jamais été victime : « C'est très difficile pour moi de parler de ce scandale et ça me donne des frissons d'y penser ». En 2020, elle affirme son soutien au mouvement et déclare : « Je suis une personne, pas un mini-short. Je n'aime pas blaguer là-dessus. Oui, je suis d'accord avec #MeToo car nous sommes des personnes, pas des objets ».
En 2023, l'actrice est opérée en urgence à la suite d'une chute dans la salle de bain de son domicile en Suisse, provoquant une fracture de la hanche ainsi que du fémur. Elle réapparaît pour la première fois en public en mai 2024 et déclare que, depuis son opération, elle voit un physiothérapeute cinq fois par semaine afin de continuer à vivre « comme avant sa chute ».

### Relation avec Achille Togliani
Au début des années 1950, alors qu'elle est une jeune star des romans-photos, Sophia Loren (connue sous le pseudonyme de Sofia Lazzaro) entame une relation avec son collègue, l'acteur et chanteur italien Achille Togliani. Ils s'envoient des « centaines de lettres ». À propos de l'actrice, Togliani disait : « Elle a été mon talon d'Achille, c'était une belle histoire dont je me souviendrai toute ma vie ».

### Liaison avec Cary Grant

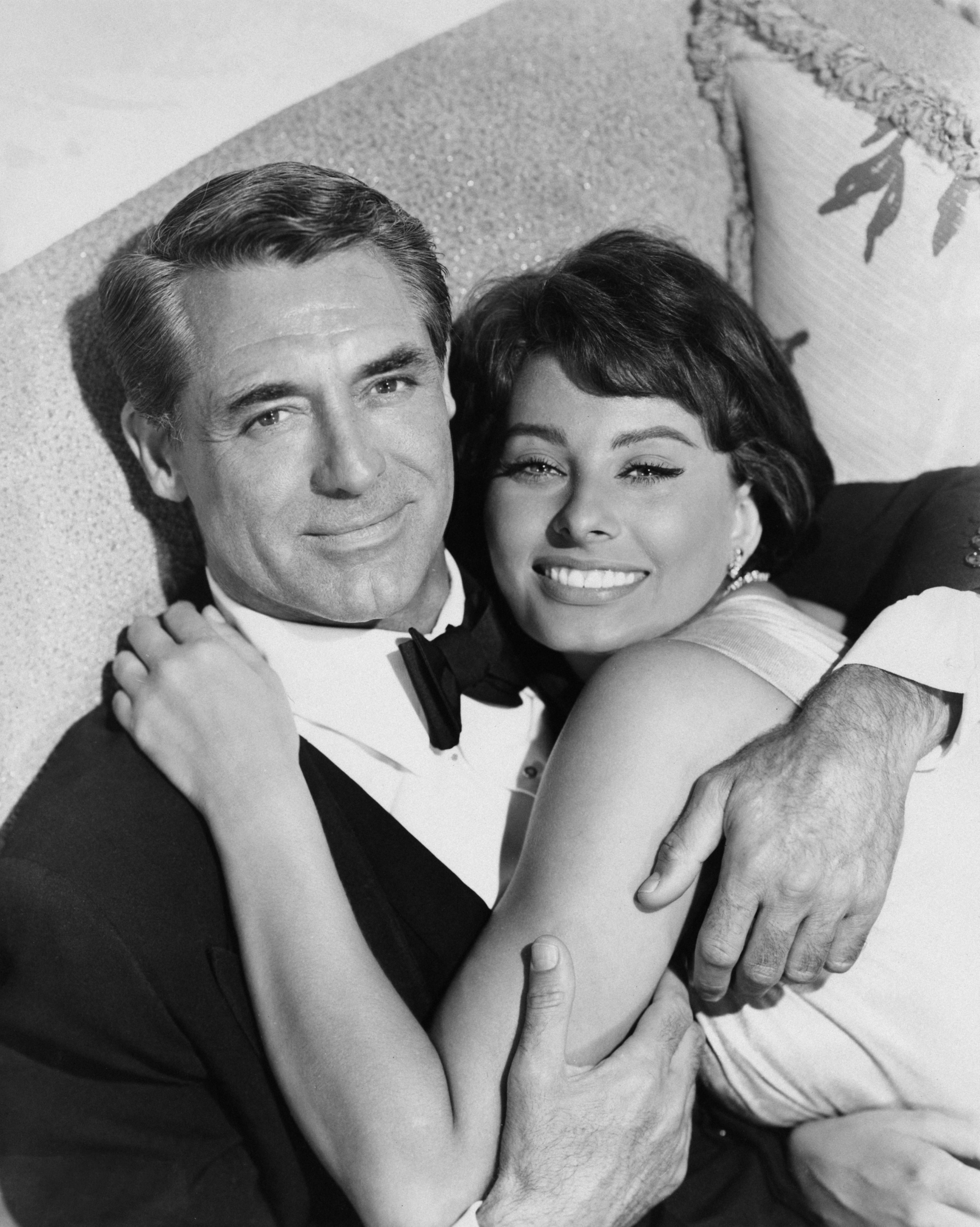
Sophia Loren aux côtés de Cary Grant en 1958 ; cliché publicitaire pour le film La Péniche du bonheur.

En 1958, Sophia Loren et l'acteur Cary Grant partagent la vedette du film La Péniche du bonheur. L'épouse de Grant d'alors, Betsy Drake, en a écrit le scénario original et Grant souhaitait initialement que celle-ci partage l'affiche avec lui. Mais, au cours du tournage de son film précédent, Orgueil et Passion (1957), une liaison est née entre Loren et Grant. Ce dernier s'arrange alors pour que Loren prenne la place de Drake dans La Péniche du bonheur, avec un scénario réécrit ne faisant plus référence à celui de Betsy Drake.
Néanmoins, la liaison entre Grant et Loren se termina avant la fin du tournage d’Orgueil et Passion, créant ensuite des problèmes sur le plateau de La Péniche du bonheur. En effet, Grant espérait pouvoir reprendre sa liaison avec Loren, mais celle-ci préféra accepter la demande en mariage de Carlo Ponti.

### Mariage avec Carlo Ponti et famille

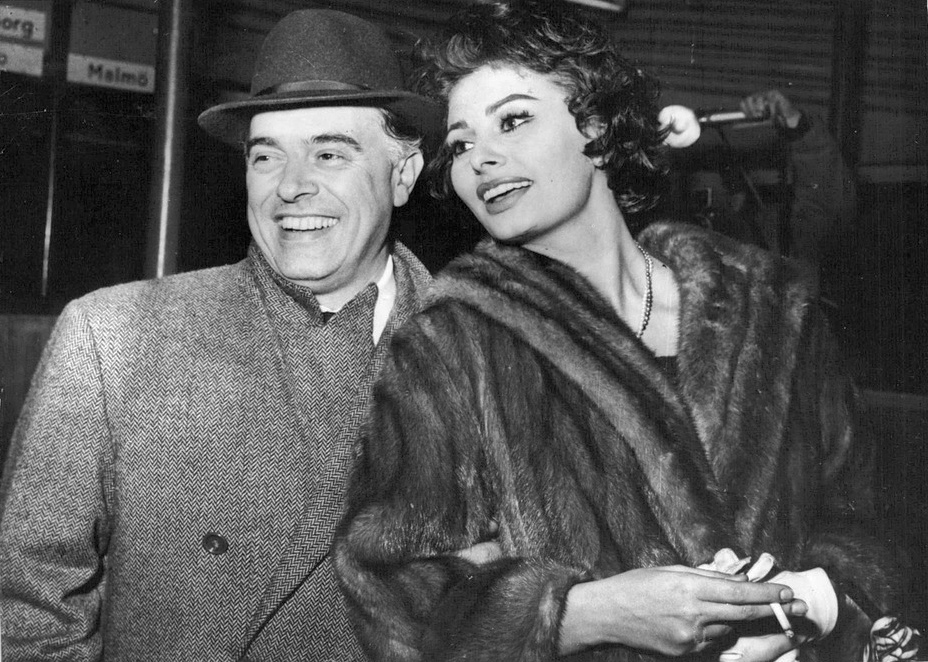
Carlo Ponti et Sophia Loren en 1958.

Sofia Villani Scicolone rencontre pour la première fois le producteur de cinéma italien Carlo Ponti (1912-2007) en 1950, alors qu'elle n'a que 16 ans et lui 37 : Ponti est occasionnellement un membre des jurys de concours de beauté où elle concourt ; il ne cesse ensuite de la guider au cours du début de carrière de l'adolescente, puis de jeune femme, qui devient actrice.
Ponti, alors marié à Giuliana Fiastri, et Sophia Loren finissent par se fréquenter dans le plus grand secret,.
Sept ans après sa première rencontre avec Sophia Loren, Carlo Ponti obtient un divorce mexicain (en), séparé ainsi de sa première épouse. Il se remarie avec Loren par procuration, toujours au Mexique, le 17 septembre 1957 : deux avocats les représentent. Mais ce mariage est annulé en Italie, en raison du non enregistrement du divorce de Ponti d'avec Giuliana. Ponti et Loren continuent alors de vivre ensemble, mais sont dans l'illégalité au sein de leur propre pays,.
Parallèlement, l'Église catholique menace Sophia Loren d'excommunication, dans une Italie où les lois sont encore largement dictées par la tradition catholique. Le couple demande la nationalité française, ce qui lui est accordé par le premier ministre français de l'époque, Georges Pompidou,. En 1965, Ponti régularise son divorce en France et peut cette fois épouser Loren dans les formes, le 9 avril 1966, soit près de neuf ans après le premier mariage annulé.
Après une série de fausses couches douloureuses pour l'actrice, elle rencontre le professeur Hubert de Watteville, gynécologue et obstétricien suisse, qui l'aide à tomber enceinte et mener à terme sa nouvelle grossesse. Après être restée alitée pendant des mois, l'actrice donne naissance à son premier fils, le chef d'orchestre Carlo Ponti Jr., en 1968. Quatre ans plus tard, en 1973, elle donne naissance à son deuxième fils, le réalisateur Edoardo Ponti. Son ami le modiste français Jean Barthet est le parrain des deux enfants.
Sophia Loren et Carlo Ponti restent mariés jusqu'à la mort du producteur, le 10 janvier 2007, des suites d'une infection pulmonaire. 
L'actrice a quatre petits-enfants : Lucia Sofia (née en 2006), Vittorio Leone (né en 2007), Leonardo Fortunato (né en 2010) et Beatrice Lara (née en 2012). Elle est la belle-mère de l'actrice américano-serbe Sasha Alexander et la marraine de l'actrice américaine Drew Barrymore.

## Filmographie

### Cinéma

#### Années 1950

##### Sous le nom de Sofia Scicolone
- 1950 : Il voto de Mario Bonnard : une fille du peuple à la fête de Piedigrotta
- 1950 : Totò Tarzan (Totòtarzan) de Mario Mattoli : une tarzanide
- 1950 : Les Six Femmes de Barbe Bleue (Le sei moglie di Barbablù) de Carlo Ludovico Bragaglia : la fille enlevée
- 1950 : Le Retour de Pancho Villa (Io sono il capataz) de Giorgio Simonelli : la secrétaire du dictateur
- 1950 : Les Mousquetaires de la mer (Cuori sul mare) de Giorgio Bianchi : une fille au restaurant
- 1950 : Les Feux du music-hall (Luci del varietà) de Federico Fellini et Alberto Lattuada : une danseuse
- 1951 : Quo vadis de Mervyn LeRoy : une esclave de Lygia
- 1951 : Il padrone del vapore de Mario Mattoli : une ballerine
- 1951 : Milano miliardaria de Marcello Marchesi, Marino Girolami et Vittorio Metz : une vendeuse au bar
- 1951 : Il mago per forza de Marcello Marchesi, Marino Girolami et Vittorio Metz : l'épouse
- 1951 : La Cité des stupéfiants (Lebbra bianca) d'Enzo Trapani : une fille au pensionnat
- 1951 : Anna d'Alberto Lattuada : l'assistante de Vittorio
- 1952 : È arrivato l'accordatore de Duilio Coletti : une amie de Giulietta

##### Sous le nom de Sofia Lazzaro
- 1951 : Quelles drôles de nuits (Era lui...si, si) de Vittorio Metz, Marino Girolami et Marcello Marchesi : Odalisca
- 1952 : L'Héritier de Zorro (Il sogno di Zorro) de Mario Soldati : Conchita
- 1952 : La Traite des blanches (La tratta delle bianche) de Luigi Comencini : Elvira
- 1953 : La Favorita de Cesare Barlacchi[117] : Leonora

##### Sous le nom de Sophia Loren

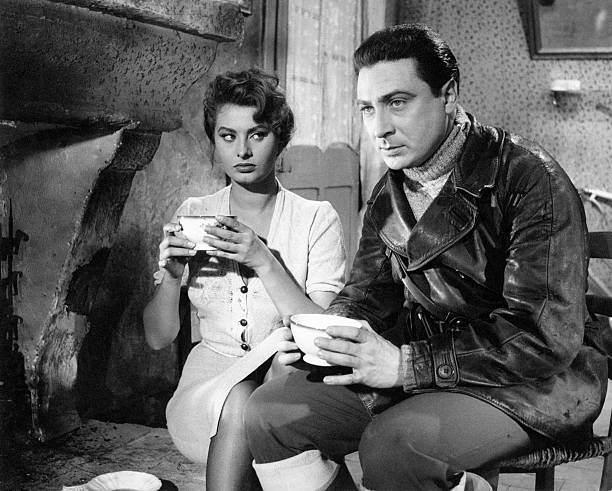
Sophia Loren et Gérard Oury dans la Fille du fleuve (1955).

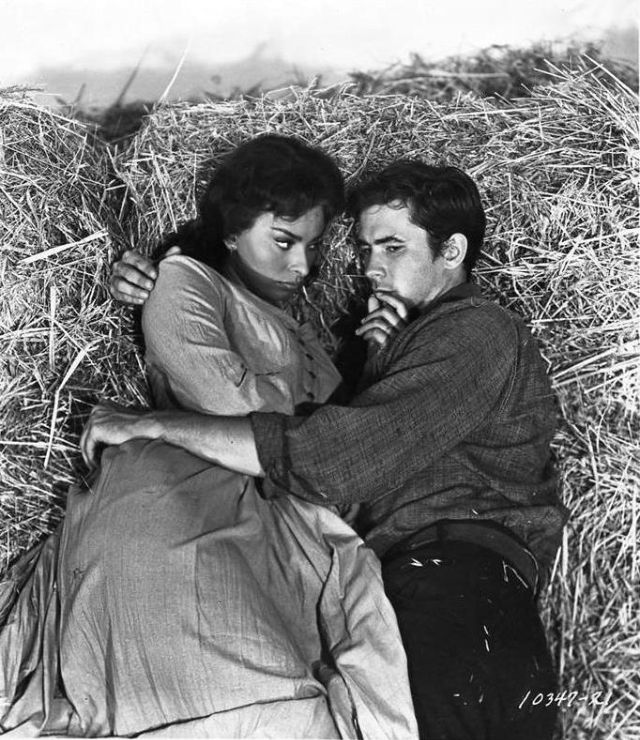
Avec Anthony Perkins dans Désir sous les ormes (1958).

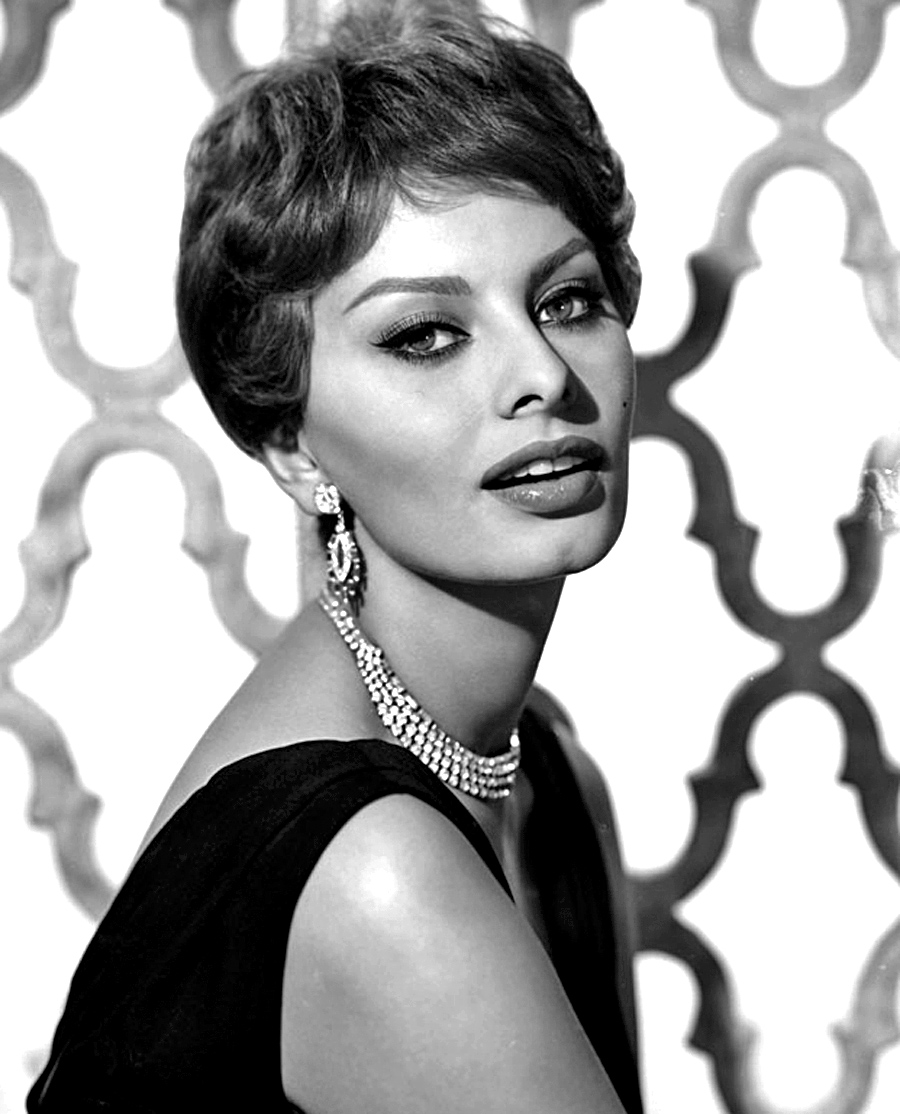
Sophia Loren en 1959.

- 1953 : Sous les mers d'Afrique (Africa sotto i mari) de Giovanni Roccardi : Barbara Lama
- 1953 : Aïda de Clemente Fracassi : Aïda
- 1953 : Une fille formidable (Ci troviamo in galleria) de Mauro Bolognini : Marisa
- 1953 : Un dimanche romain (La domenica della buona gente) d'Anton Giulio Majano : Ines
- 1954 : Une fille nommée Giulietta (Pellegrini d'amore) d'Andrea Forzano : Giulietta / Beppina Delli Colli
- 1954 : Les Gaîtés de la correctionnelle (Un giorno in pretura) de Steno : Anna
- 1954 : Deux Nuits avec Cléopâtre (Due notti con Cleopatra) de Mario Mattoli : Cléopâtre/Nisca
- 1954 : Le Carrousel fantastique (Carosello napoletano) d'Ettore Giannini : Sisina
- 1954 : Quelques pas dans la vie (Tempi nostri) de Alessandro Blasetti : Une belle fille
- 1954 : Misère et Noblesse (Miseria e nobiltà) de Mario Mattoli : Gemma
- 1954 : L'Or de Naples (L'oro di Napoli) de Vittorio De Sica : Sofia
- 1954 : Attila, fléau de Dieu (Attila) de Pietro Francisci : Honoria
- 1954 : Ces voyous d'hommes (Il paese dei campanelli) de Jean Boyer : Bonbon
- 1954 : Dommage que tu sois une canaille (Peccato che sia una canaglia) d'Alessandro Blasetti : Lina Stroppiani
- 1955 : La Fille du fleuve (La donna del fiume) de Mario Soldati : Nives Mongolini
- 1955 : Le Signe de Vénus (Il segno di Venere) de Dino Risi : Agnese Tirabassi
- 1955 : Par-dessus les moulins (La bella mugnaia) de Mario Camerini : Carmela
- 1955 : Pain, amour, ainsi soit-il (Pane, amore, e...) de Dino Risi : Sofia Cocozza
- 1956 : La Chance d'être femme (La fortuna di essere donna) d'Alessandro Blasetti : Antonietta Fallari
- 1957 : Ombres sous la mer (Boy on a Dolphin) de Jean Negulesco : Phaedra
- 1957 : Orgueil et Passion (The Pride and the Passion) de Stanley Kramer : Juana
- 1957 : La Cité disparue (Legend of the Lost) de Henry Hathaway : Dita
- 1958 : Désir sous les ormes (Desire Under the Elms) de Delbert Mann : Anna Cabot
- 1958 : La Clé (The Key) de Carol Reed : Stella
- 1958 : L'Orchidée noire (Black Orchid) de Martin Ritt : Rose Bianco
- 1958 : La Péniche du bonheur (Houseboat) de Melville Shavelson : Cinzia Zaccardi
- 1959 : Une espèce de garce (That Kind of Woman) de Sidney Lumet : Kay

#### Années 1960

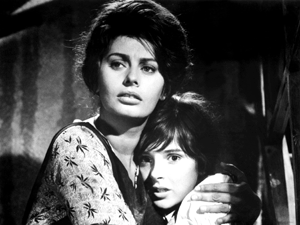
Dans La ciociara (1960).

- 1960 : La Diablesse en collant rose (Heller in Pink Tights) de George Cukor : Angela Rossini
- 1960 : Un scandale à la cour (A Breath of Scandal) de Michael Curtiz : La princesse Olympia
- 1960 : C’est arrivé à Naples (It Started in Naples) de Melville Shavelson : Lucia Curcio
- 1960 : Les Dessous de la millionnaire (The Millionairess) d'Anthony Asquith : Epifania Parerga
- 1960 : La ciociara de Vittorio De Sica : Cesira
- 1961 : Le Cid (El Cid) d'Anthony Mann : Chimène
- 1961 : Madame Sans-Gêne de Christian-Jaque : Catherine Hubscher dite « Madame Sans-Gêne »
- 1961 : Boccace 70 (Boccaccio '70) sketche La Loterie (La riffa) de Vittorio De Sica : Zoé
- 1962 : Le Couteau dans la plaie (Five Miles to Midnight) d'Anatole Litvak : Lisa Macklin
- 1962 : Les Séquestrés d'Altona (I sequestrati di Altona) de Vittorio De Sica : Johanna von Gerlach
- 1963 : Hier, aujourd'hui et demain (Ieri, oggi, domani) de Vittorio De Sica : Adelina Sbaretti/Anna Molteni/Mara
- 1964 : La Chute de l'Empire romain (The Fall of the Roman Empire) d'Anthony Mann : Lucilla
- 1964 : Mariage à l'italienne (Matrimonio all'italiana) de Vittorio De Sica : Filumena Marturano
- 1965 : Opération Crossbow de Michael Anderson : Nora
- 1965 : Lady L de Peter Ustinov : Lady Louise Lendale
- 1966 : Judith de Daniel Mann : Judith
- 1966 : Arabesque de Stanley Donen : Yasmin Azir
- 1967 : La Belle et le Cavalier (C'era una volta...) de Francesco Rosi : Isabella Candeloro
- 1967 : La Comtesse de Hong-Kong (A Countess from Hong Kong) de Charlie Chaplin : la comtesse Natasha Alexandroff
- 1967 : Fantômes à l'italienne (Questi fantasmi) de Renato Castellani : Maria Lojacono
- 1968 : Sophia: A self-portrait, documentaire de Mel Stuart et Robert Abel : elle-même

#### Années 1970

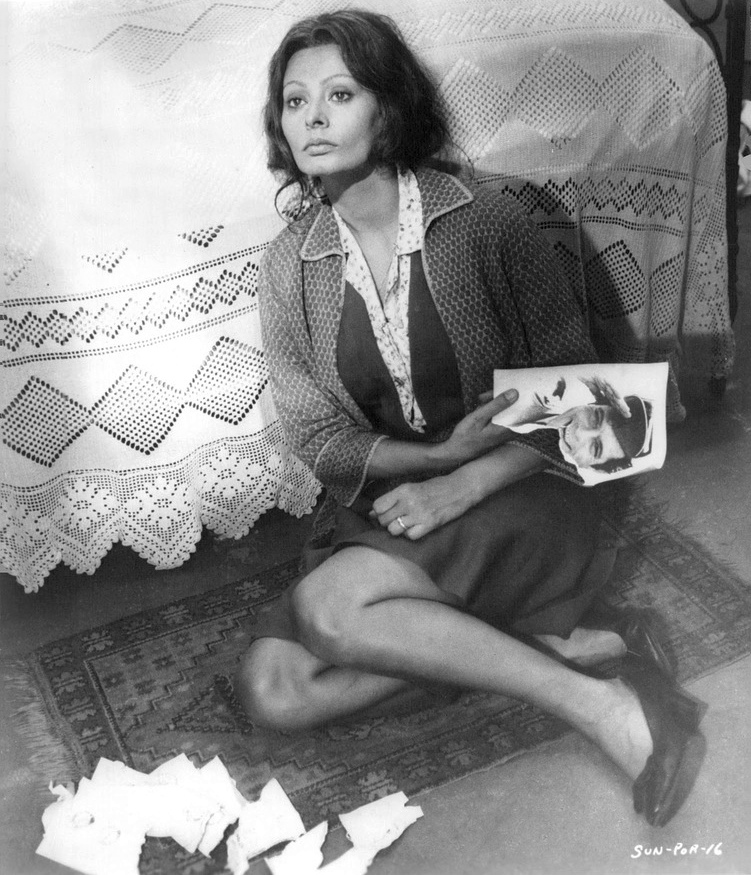
Dans les Fleurs du soleil (1970).

- 1970 : Les Fleurs du soleil (I girasoli) de Vittorio De Sica : Giovanna
- 1971 : La Femme du prêtre (La moglie del prete) de Dino Risi : Valeria Billi
- 1971 : Mortadella (La mortadella) de Mario Monicelli : Maddalena Ciarrapico
- 1972 : Une bonne planque (Bianco, rosso e...) d'Alberto Lattuada : Hermana Germana
- 1972 : L'Homme de la Manche (Man of La Mancha) d'Arthur Hiller : Dulcinea / Aldonza
- 1974 : Le Voyage (Il viaggio) de Vittorio De Sica : Adriana de Mauro
- 1974 : Verdict d'André Cayatte : Teresa Leoni
- 1975 : La Pépée du gangster (La pupa del gangster) de Giorgio Capitani : Pupa
- 1976 : Le Pont de Cassandra (The Cassandra Crossing) de George Pan Cosmatos : Jennifer Rispoli Chamberlain
- 1977 : Une journée particulière (Una giornata particolare) d'Ettore Scola : Antonietta
- 1978 : Angela de Boris Sagal : Angela Kincaid
- 1978 : D'amour et de sang (Fatto di sangue fra due uomini per causa di una vedova si sospettano moventi politici) de Lina Wertmüller : Titina Paterno
- 1978 : La Cible étoilée (Brass Target) de John Hough : Mara
- 1979 : L'Arme au poing (Firepower) de Michael Winner : Adele Tasca

#### Années 1990
- 1990 : Samedi, dimanche et lundi (Sabato, domenica e lunedì) de Lina Wertmüller : Rosa Priore
- 1994 : Prêt-à-porter de Robert Altman : Isabella de la Fontaine
- 1995 : Les Grincheux 2 (Grumpier Old Men) de Howard Deutch : Maria Sophia Coletta Ragetti
- 1997 : Soleil de Roger Hanin : Maman Lévy

#### Années 2000
- 2002 : Cœurs inconnus (Between Strangers) d'Edoardo Ponti : Olivia
- 2004 : Peperoni ripieni e pesci in faccia de Lina Wertmüller : Maria
- 2009 : Nine de Rob Marshall : Mamma

#### Années 2010
- 2014 : Voce umana (it) d'Edoardo Ponti (court métrage) : Angela

#### Années 2020
- 2020 : La Vie devant soi (La vita davanti a sé) d'Edoardo Ponti : Madame Rosa

### Télévision
- 1974 : Brève rencontre (Brief Encounter) d'Alan Bridges : Anna Jesson
- 1984 : Aurora (Qualcosa di biondo) de Maurizio Ponzi : Aurora
- 2001 : Francesca e Nunziata de Lina Wertmüller : Francesca Montorsi
- 2004 : Lives of the Saints de Jerry Ciccoritti : Teresa Innocente
- 2010 : La mia casa è piena di specchi de Vittorio Sindoni : Romilda Villani (sa propre mère)

## Publications
- Sophia Loren (avec A. E. Hotchner), La Bonne Étoile (autobiographie), 1978. Traduit en français par Marie-France de Paloméra aux éditions du Seuil en 1979. Aux États-Unis l'autobiographie est sortie avec le titre Sophia; Living and Loving; Her Own Story aux éditions William Morrow.
- Sophia Loren (trad. de l'italien par Renaud Temperini), Hier, aujourd'hui et demain (autobiographie), Paris, Flammarion, 2014, 368 p. (ISBN 978-2-08-134344-3, présentation en ligne)

## Distinctions

### Récompenses
Italie

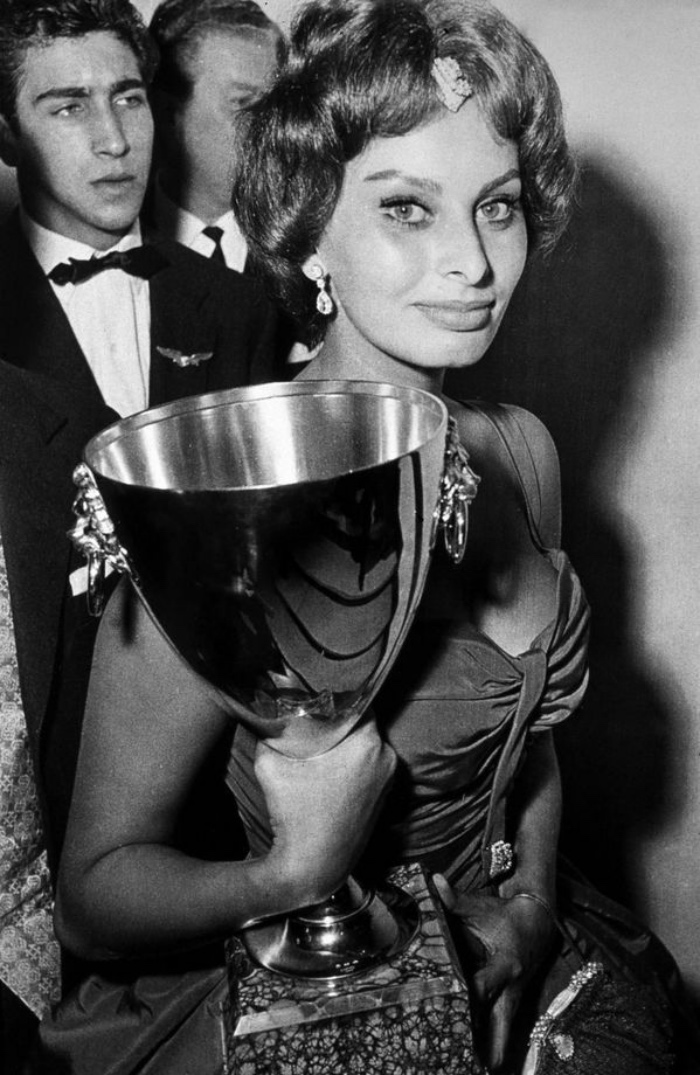
Sophia Loren en 1958 avec sa coupe Volpi.

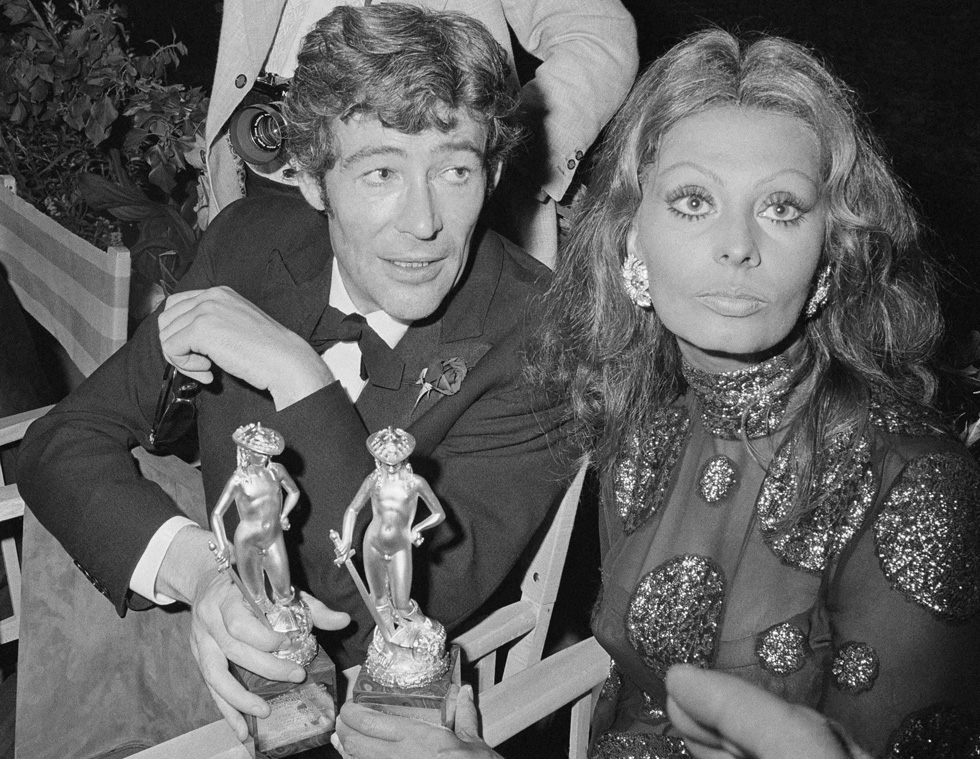
L'actrice et Peter O'Toole lors de la cérémonie des David di Donatello 1970.

- Mostra de Venise 1958 : coupe Volpi de la meilleure actrice pour L'Orchidée noire (The Black Orchid)
- Ruban d'argent de la meilleure actrice :
  - 1961 : prix de la meilleure actrice pour La ciociara
  - 1978 : prix de la meilleure actrice pour Une journée particulière (Una giornata particolare)
- David di Donatello de la meilleure actrice :
  - 1962 : prix de la meilleure actrice pour La ciociara
  - 1964 : prix de la meilleure actrice pour Hier, aujourd'hui et demain (Ieri, oggi, domani)
  - 1965 : prix de la meilleure actrice pour Mariage à l'italienne (Matrimonio all'italiana)
  - 1970 : prix de la meilleure actrice pour Les Fleurs du soleil (I girasoli)
  - 1974 : prix de la meilleure actrice pour Le Voyage (Il viaggio)
  - 1978 : prix de la meilleure actrice pour Une journée particulière
  - 1984 : plaque spéciale (Targa speciale David) pour le plus grand nombre de prix reçus durant les 29 années d'activité de l'association
  - 1999 : David di Donatello d'honneur pour l'ensemble de sa carrière
  - 2021 : prix de la meilleure actrice pour La Vie devant soi (La vita davanti a sé)

 France
- Festival de Cannes 1961 : prix d'interprétation féminine pour La ciociara
- César 1991 : César d'honneur

 Allemagne
- Bambi Gala[118] :
  - 1961 : Bambi
  - 1962 : Bambi
  - 1963 : Bambi
  - 1964 : Bambi
  - 1965 : Bambi
  - 1967 : Bambi
  - 1968 : Bambi
  - 1969 : Bambi
- Festival du film de Berlin 1994 : Ours d'or d'honneur
- Goldene Kamera[119] 1995, pour l'ensemble de sa carrière

 États-Unis
- Oscars :

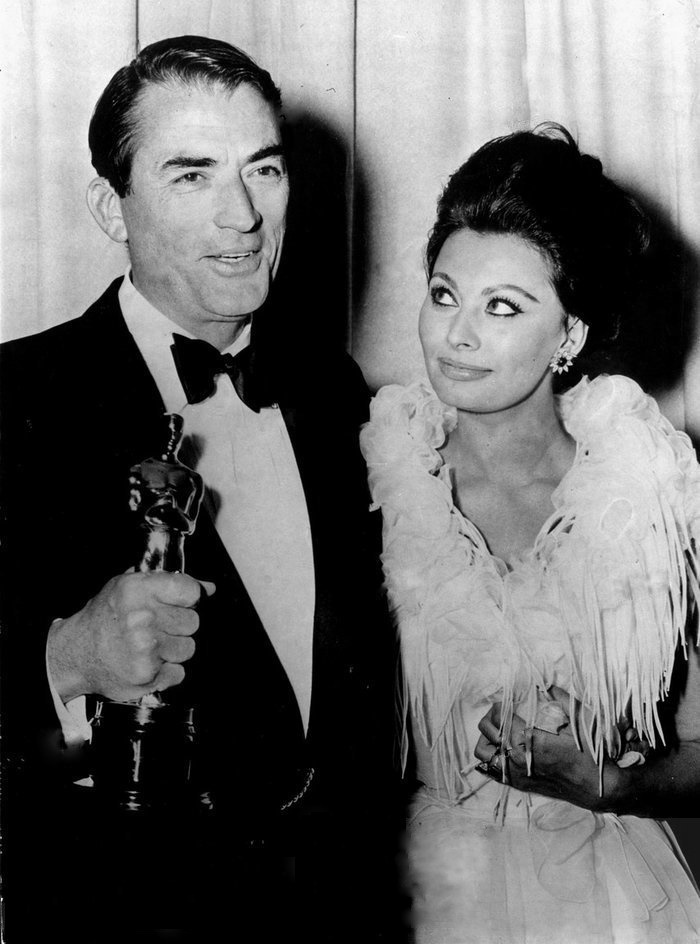
L'actrice en compagnie de Gregory Peck lors des Oscars 1963.

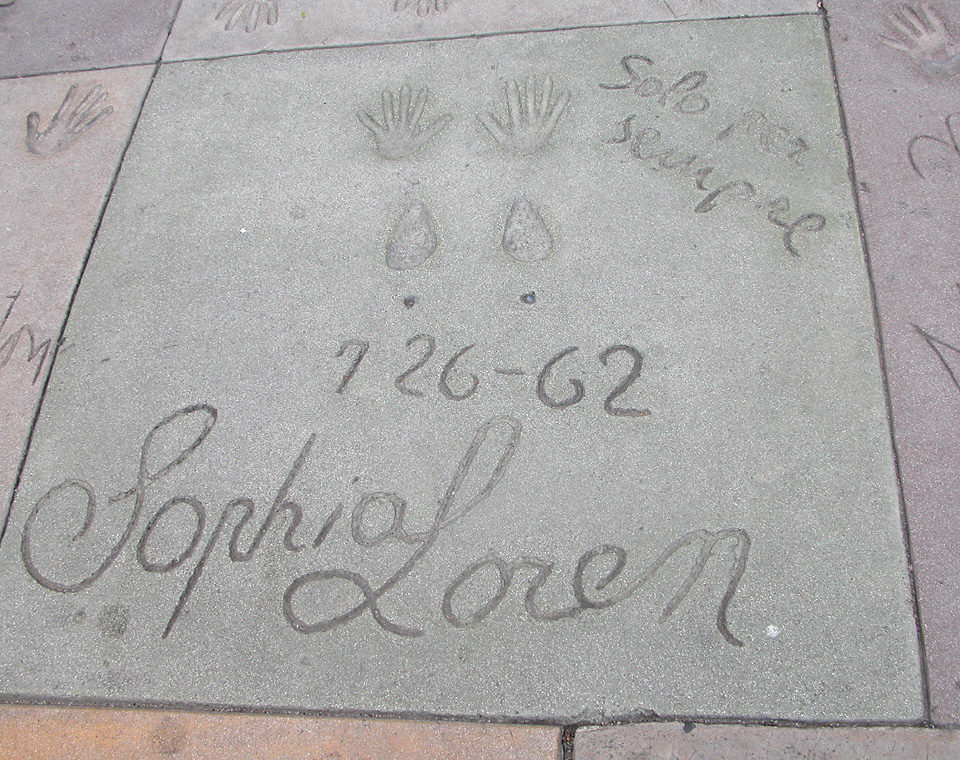
Les marques de Sophia Loren sur le parvis du Grauman's Chinese Theatre à Los Angeles.

  - Oscars 1962 : Oscar de la meilleure actrice pour La ciociara
  - Oscars 1991 : Oscar d'honneur pour « l'un des véritables trésors du cinéma mondial qui, dans une carrière riche avec des performances mémorables, a ajouté un lustre permanent à notre forme d'art »
- Golden Globes :
  - 1964 : Henrietta Award
  - 1965 : Henrietta Award
  - 1968 : Henrietta Award
  - 1969 : Henrietta Award
  - 1977 : Henrietta Award
  - 1995 : prix Cecil B. DeMille
- NYFCC Awards 1961 : prix de la meilleure actrice pour La ciociara
- NBR Awards 1994 : prix de la meilleure interprétation d'ensemble pour Prêt-à-porter
- ShoWest Convention 1996 : prix pour l'ensemble de sa carrière
- Une étoile à son nom sur le Walk of Fame de Los Angeles, face au 7050 Hollywood Boulevard.

 Russie
- Festival international du film de Moscou :
  - 1965 : prix de la meilleure actrice pour Mariage à l'italienne
  - 1997 : Saint-Georges d'argent pour sa contribution au monde du cinéma

Autres
- Festival international du film de Saint-Sébastien 1974 : prix de la meilleure actrice pour Le Voyage (Il viaggio)
- Festival du film d'art de Trenčianske Teplice[120] 1999 : Actor's Mission Award
- Festival des films du monde de Montréal 2001 : grand prix spécial des Amériques
- Festival international du film de la jeunesse de Kiev 2003 : diplôme pour sa contribution au monde du cinéma
- Festival international du film d'Istanbul 2005 : prix pour l'ensemble de sa carrière
- 2009 : entrée dans le Guiness Book en tant qu'actrice italienne la plus primée au monde

## Dans la culture populaire

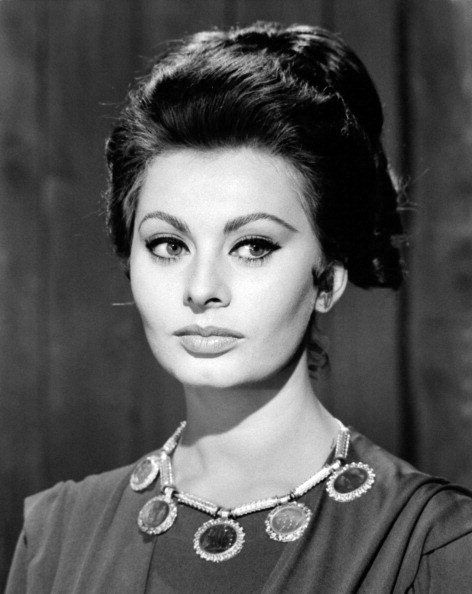
Photo publicitaire de Sophia Loren pour le film La Chute de l'Empire romain (1964).

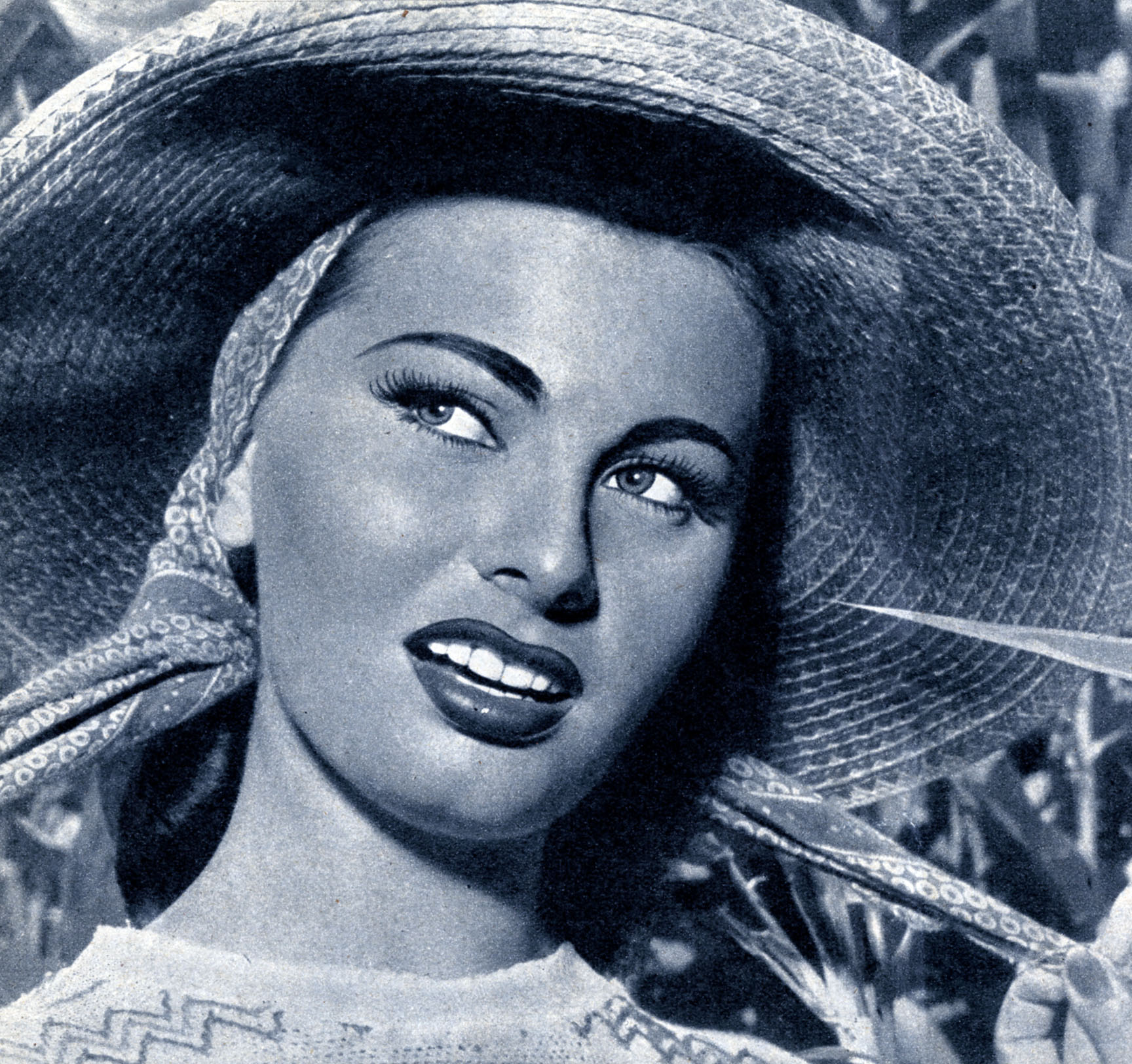
Sophia Loren dans la Fille du fleuve (1955).

À propos du sex-appeal légendaire de Sophia Loren :
- L'acteur Geoffrey Rush, dans le rôle de Peter Sellers du film Moi, Peter Sellers (2004) de Stephen Hopkins, dit : « Oh, bien sûr, je t'aime chérie. Mais pas autant que j'aime Sophia Loren. »[d] ».
- L'acteur Woody Allen, avec son personnage de David Dobel du film Anything Else (2003), déclare : « La nuit dernière, j'étais chez moi, seul dans mon appartement et j'ai imaginé Marilyn Monroe et Sophia Loren, formant un trio avec moi, et c'était très très érotique. En fait, si je ne me trompe, c'était la première fois que ces deux grandes actrices étaient réunies à l'écran[e]. »
- Elle est aussi mentionnée par le musicien Bob Dylan dans le texte de la chanson I Shall Be Free, issue de l'album The Freewheelin' Bob Dylan (1963) :

« […] It's President Kennedy callin' me up / He said, "My friend, Bob, what do we need to make the country grow" ? / I said, "My friend, John, "Brigitte Bardot, / Anita Ekberg / Sophia Loren" / Country'll grow. […] »
« C'est le Président Kennedy qui m'appelle / Il dit : « Bob, mon ami, de quoi avons-nous besoin pour développer le pays ? » / J'ai dit : « John, mon ami, Brigitte Bardot, Anita Ekberg, Sophia Loren » / Le pays se développera. [...] »

### Musique
- Sophia Loren est présente sur la pochette de l'album Sgt. Pepper's Lonely Hearts Club Band (1967) des Beatles, mais elle est cachée par des statues de cire.
- Elle est également mentionnée dans la chanson Les brunes comptent pas pour des prunes (1986), interprétée par Lio.

### Bande dessinée
- En 1961, le dessinateur américain Carl Barks s'inspire de Sophia Loren pour créer le personnage de Miss Tick, une sorcière napolitaine vivant sur les pentes du Vésuve et qui est obsédée par le sou-fétiche d'Oncle Picsou qu'elle essaye toujours de lui dérober, sans succès.
- Dans l'album de bande dessinée Astérix et la Transitalique (2017), elle est représentée apportant un chaudron de spaghetti aux concurrents (page 39).